# توده چربی دهانی
توده چربی دهانی (انگلیسی: Buccal fat pad) یکی از چندین توده چربی پوشینه‌دار در گونه است. در حد فاصل ماهیچه شیپوری و ماهیچه جَوشی قرار دارد و در پیری و سوءتغذیه آتروفی شده و باعث گودی گونه می‌شود.